# Мачука, Мануэль
Мануэ́ль Эрнан Мачу́ка Бе́рриос (исп. Manuel Hernán Machuca Berríos; 6 июня 1924 — 26 февраля 1985) — чилийский футболист, играл на позиции защитника. Участник чемпионата мира 1950 года.

## Биография

### Клубная карьера
Мачука в течение шести сезонов «Коло-Коло», за который отыграл шесть сезонов и в 1947 году выиграл чемпионский титул. В 1952 году перешёл в «Грин Кросс», за который отыграл один сезон.

### Карьера в сборной
В составе сборной Чили играл на чемпионате Южной Америки 1947 года, где был основным игроком и сыграл в 7 матчах на турнире. По итогам турнира сборная Чили заняла четвёртое место. Спустя два года на чемпионате Южной Америки 1949 года сыграл в 6 матчах турнира. На этом турнире сборная Чили заняла итоговое 5-е место.
Принимал участие на чемпионате мира 1950 года, где сыграл в одном матче со сборной США (5:2). Сборная Чили заняла третье место в группе и не пробилась в финальный раунд. Всего за сборную Чили сыграл 18 матчей.

## Достижения
«Коло-Коло»
- Чемпион Чили (1): 1947